# Thierry Uvenard
Thierry Uvenard (Le Havre, 29 marzo 1964) è un allenatore di calcio ed ex calciatore francese, di ruolo difensore.

## Carriera
Terzino sinistro, ha trascorso tutta la sua carriera tra le file del Le Havre, società nella quale ha giocato dal 1974 fino al 1998, per ventiquattro anni, facendo tutta la trafila delle giovanili. In seguito ha deciso di entrare nello staff del club, prima allenando le squadre giovanili, poi divenendo vice allenatore di Joël Beaujouan, di Francis Smerecki e di Jean-François Domergue, ritornando ad allenare le giovanili nel 2004. Dal 2005 sale alla guida della prima squadra, tenendo l'incarico fino al 2007 quando decide di rimanere nello staff della società come direttore generale. Nel 2008, dopo trentaquattro anni passati a Le Havre, si trasferisce al Tolosa, dove diviene il vice allenatore.

## Palmarès

### Giocatore

#### Club
- Ligue 2: 1

Le Havre: 1990-1991

### Allenatore

#### Club
- Campionato francese di seconda divisione: 1

Le Havre: 2019-2020 (Gruppo B)